# 마리아 코티에요
마리아 코티에요 페레스(스페인어: María Cotiello Pérez, 1982년 11월 21일 ~ )는 스페인의 배우이다.